# David Breashears
David Breashears, né le 20 décembre 1955 et mort le 14 mars 2024 à Marblehead (Massachusetts),, est un réalisateur et alpiniste américain. 
Il est connu pour être le premier Américain à avoir atteint le sommet de l'Everest à deux reprises, en 1985. Il y guida Richard Bass, premier homme à compléter les sept sommets.

## Biographie
David Finlay Breashears naît le 20 décembre 1955.
En 1985, il atteint le sommet de l'Everest une seconde fois, devenant ainsi le premier Américain à l'atteindre plus d'une fois. Il est aussi connu en tant que réalisateur et directeur de la photographie du film Everest (1998), qui est devenu le documentaire IMAX le plus rentable, et pour son aide aux efforts de sauvetage lors de la catastrophe de l'Everest en 1996, survenue pendant la production du film.

## Œuvre
- 1990 : Nameless Tower, 16 mm, 52 min, tourné au Pakistan pendant une expédition de Catherine Destivelle et Jeff Lowe aux Tours de Trango dans le massif du Karakoram (Pakistan)[3]